# Список олімпійських медалістів з шорт-треку
Це список, що містить усіх олімпійських медалістів з шорт-треку. Вперше шорт-трек на зимових Олімпійських іграх був представлений у 1988 в Калгарі як показовий вид спорту. У цих іграх змагання для чоловіків і жінок проходили у п'яти дисциплінах: 500 метрів, 1000 метрів, 1500 метрів, 3000 метрів та естафета (3000 метрів для жінок, 5000 метрів для чоловіків). Нідерланди, Велика Британія та Південна Корея виграли дві золоті медалі, а Канада, Італія, Японія та Китай отримали по золотій медалі кожен. Результати цих показових змагань не вважаються офіційними і не внесені в цей список
Перші офіційні змагання відбулися на наступних XVI зимових Олімпійських іграх у 1992 році в Альбервілі (Франція). Найтитулованішим олімпійським шорт-трекістом є російський спортсмен Віктор Ан, колишній громадянин Південної Кореї, який виборов 6 золотих та дві бронзові медалі. Найстаршим олімпійським призером з шорт-треку була канадка Таня Вісан, яка виборола срібло на дистанції 3000 м у 2010 році. Наймолодшим призером була кореянка Кім Юн Мі, що у віці 13 років завоювала золото у 1994 році на дистанції 3000 м.

## Чоловіки

### 500 метрів
| Ігри                | Золото                       | Срібло                                          | Бронза                        |
| ------------------- | ---------------------------- | ----------------------------------------------- | ----------------------------- |
| Лілегаммер 1994     | Чхе Джі Хун · Південна Корея | Мірко Вуйллермін · Італія                       | Ніккі Гуч · Велика Британія   |
| Нагано 1998         | Такафумі Нісітані · Японія   | Ань Юйлон · Китай                               | Хітоші Юемацу · Японія        |
| Солт-Лейк-Сіті 2002 | Марк Ганьон · Канада         | Жонатан Гійметт · Канада                        | Расті Сміт · США              |
| Турин 2006          | Аполо Ентон Оно · США        | Франсуа-Луї Трамбле · Канада                    | Ан Хьон Су · Південна Корея   |
| Ванкувер 2010       | Шарль Амлен · Канада         | Сун Сі Бак · Південна Корея                     | Франсуа-Луї Трамбле · Канада  |
| Сочі 2014           | Віктор Ан · Росія            | У Дацзінь · Китай                               | Шарль Курнуає · Канада        |
| Пхьончхан 2018      | У Дацзінь · Китай            | Хван Те Хон · Південна Корея                    | Лім Хьо Джун · Південна Корея |
| Пекін 2022          | Лю Шаоан · Угорщина          | Костянтин Івлієв · Спортсмени-олімпійці з Росії | Стівен Дюбуа · Канада         |

- Медалі:

| Місце   | Країна                           | Золото | Срібло | Бронза | Разом |
| ------- | -------------------------------- | ------ | ------ | ------ | ----- |
| 1       | Канада (CAN)                     | 2      | 2      | 2      | 6     |
| 2       | Південна Корея (KOR)             | 1      | 2      | 2      | 5     |
| 3       | Китай (CHN)                      | 1      | 2      | 0      | 3     |
| 5       | Японія (JPN)                     | 1      | 0      | 1      | 2     |
| 5       | США (USA)                        | 1      | 0      | 1      | 2     |
| 6       | Угорщина (HUN)                   | 1      | 0      | 0      | 1     |
| 6       | Росія (RUS)                      | 1      | 0      | 0      | 1     |
| 8       | Італія (ITA)                     | 0      | 1      | 0      | 1     |
| 8       | Олімпійський комітет Росії (ROC) | 0      | 1      | 0      | 1     |
| 10      | Канада (CAN)                     | 0      | 0      | 1      | 1     |
| 10      | Велика Британія (GBR)            | 0      | 0      | 1      | 1     |
| Загалом | 11 країн                         | 8      | 8      | 8      | 24    |

### 1000 метрів
| Ігри                | Золото                       | Срібло                       | Бронза                      |
| ------------------- | ---------------------------- | ---------------------------- | --------------------------- |
| Альбервіль 1992     | Кім Кі Хун · Південна Корея  | Фредерік Блекбурн · Канада   | Лі Джун Хо · Південна Корея |
| Лілегаммер 1994     | Кім Кі Хун · Південна Корея  | Чхе Джі Хун · Південна Корея | Марк Ганьон · Канада        |
| Нагано 1998         | Кім Дон Сон · Південна Корея | Лі Цзяцзюнь · Китай          | Ерік Бедар · Канада         |
| Солт-Лейк-Сіті 2002 | Стівен Бредбері · Австралія  | Аполо Антон Оно · США        | Матьє Тюркотт · Канада      |
| Турин 2006          | Ан Хьон Су · Південна Корея  | Лі Хо Сук · Південна Корея   | Аполо Антон Оно · США       |
| Ванкувер 2010       | Лі Чжон Су · Південна Корея  | Лі Хо Сук · Південна Корея   | Аполо Антон Оно · США       |
| Сочі 2014           | Віктор Ан · Росія            | Володимир Григор'єв · Росія  | Шинкі Кнегт · Нідерланди    |
| Пхьончхан 2018      | Самюель Жирар · Канада       | Джон-Генрі Крюгер · США      | Со І Ра · Південна Корея    |
| Пекін 2022          | Жень Цзивей · Китай          | Лі Веньлун · Китай           | Лю Шаоан · Угорщина         |

- Медалі:

| Місце   | Країни               | Золото | Срібло | Бронза | Разом |
| ------- | -------------------- | ------ | ------ | ------ | ----- |
| 1       | Південна Корея (KOR) | 5      | 3      | 2      | 10    |
| 2       | Китай (CHN)          | 1      | 2      | 0      | 3     |
| 3       | Канада (CAN)         | 1      | 1      | 3      | 5     |
| 4       | Росія (RUS)          | 1      | 1      | 0      | 2     |
| 5       | Австралія (AUS)      | 1      | 0      | 0      | 1     |
| 6       | США (USA)            | 0      | 2      | 2      | 4     |
| 7       | Угорщина (HUN)       | 0      | 0      | 1      | 1     |
| 7       | Нідерланди (NED)     | 0      | 0      | 1      | 1     |
| Загалом | 8 країн              | 9      | 9      | 9      | 27    |

### 1500 метрів
| Ігри                | Золото                        | Срібло                     | Бронза                                          |
| ------------------- | ----------------------------- | -------------------------- | ----------------------------------------------- |
| Солт-Лейк-Сіті 2002 | Аполо Антон Оно · США         | Лі Цзяцзюнь · Китай        | Марк Ганьон · Канада                            |
| Турин 2006          | Ан Хьон Су · Південна Корея   | Лі Хо Сук · Південна Корея | Лі Цзяцзюнь · Китай                             |
| Ванкувер 2010       | Лі Чжон Су · Південна Корея   | Аполо Антон Оно · США      | Джон Роберт Селскі · США                        |
| Сочі 2014           | Шарль Амлен · Канада          | Хань Тянью · Китай         | Віктор Ан · Росія                               |
| Пхьончхан 2018      | Лім Хьо Джун · Південна Корея | Шинкі Кнегт · Нідерланди   | Семен Єлістратов · Спортсмени-олімпійці з Росії |
| Пекін 2022          | Хван Те Хон · Південна Корея  | Стівен Дюбуа · Канада      | Семен Єлістратов · Спортсмени-олімпійці з Росії |

- Медалі:

| Місце   | Країни                             | Золото | Срібло | Бронза | Разом |
| ------- | ---------------------------------- | ------ | ------ | ------ | ----- |
| 1       | Південна Корея (KOR)               | 4      | 1      | 0      | 5     |
| 2       | США (USA)                          | 1      | 1      | 1      | 3     |
| 2       | Канада (CAN)                       | 1      | 1      | 1      | 3     |
| 4       | Китай (CHN)                        | 0      | 2      | 1      | 3     |
| 5       | Нідерланди (NED)                   | 0      | 1      | 0      | 1     |
| 6       | Спортсмени-олімпійці з Росії (OAR) | 0      | 0      | 1      | 1     |
| 6       | Олімпійський комітет Росії (ROC)   | 0      | 0      | 1      | 1     |
| 6       | Росія (RUS)                        | 0      | 0      | 1      | 1     |
| Загалом | 8 країн                            | 6      | 6      | 6      | 18    |

### 5000 метрів естафета
| Ігри                | Золото                                                                                | Срібло                                                                                        | Бронза                                                                              |
| ------------------- | ------------------------------------------------------------------------------------- | --------------------------------------------------------------------------------------------- | ----------------------------------------------------------------------------------- |
| Альбервіль 1992     | Південна Корея (KOR) Кім Кі Хун Лі Джун Хо Мо Джі Су Сон Дже Гин                      | Канада (CAN) Фредерік Блекбурн Лоран Деньо Мішель Деньо Сильвен Ганьон Марк Лаккі             | Японія (JPN) Юіті Акасака Тацуосі Ісігара Тосінобу Кавай Цутому Кавасакі            |
| Лілегаммер 1994     | Італія (ITA) Мауріціо Карніно Ораціо Фагоне Гуго Геррнгоф Мірко Вуйллермін            | США (USA) Ренді Барц Джон Койл Ерік Флейм Ендрю Гейбел                                        | Австралія (AUS) Стівен Бредбері Кіран Гансен Ендрю Мурта Річард Нізельскі           |
| Нагано 1998         | Канада (CAN) Ерік Бедар Деррік Кемпбелл Франсуа Дроле Марк Ганьон                     | Південна Корея (KOR) Чхе Джі Хун Лі Джун-Хван Лі Го-Он Кім Дон Сон                            | Китай (CHN) Лі Цзяцзюнь Фен Кай Юань Є Ань Юлон                                     |
| Солт-Лейк-Сіті 2002 | Канада (CAN) Ерік Бедар Марк Ганьон Жонатан Гійметт Франсуа-Луї Трамбле Матьє Тюркотт | Італія (ITA) Мікеле Антоніолі Мауріціо Карніно Фабіо Карта Нікола Франческіна Нікола Родігарі | Китай (CHN) Ань Юлон Фен Кай Гуо Вей Лі Цзяцзюнь Лі Є                               |
| Турин 2006          | Південна Корея (KOR) Ан Хьон Су Лі Хо Сук О Се Джон Со Хо Джін Сон Сук Ву             | Канада (CAN) Ерік Бедар Жонатан Гійметт Шарль Амлен Франсуа-Луї Трамбле Матьє Тюркотт         | США (USA) Алекс Ізіковскі Джон Пол Кепка Аполо Антон Оно Расті Сміт                 |
| Ванкувер 2010       | Канада (CAN) Шарль Амлен Франсуа Амлен Олів'є Жан Франсуа-Луї Трамбле Гійом Бастій    | Південна Корея (KOR) Квак Юн Гі Лі Хо Сук Лі Чжон Су Сун Сі Бак Кім Сон Ір                    | США (USA) Джон Роберт Селскі Тревіс Джейнер Джордан Мелоун Аполо Антон Оно Сімон Чо |
| Сочі 2014           | Росія (RUS) Віктор Ан Семен Єлістратов Володимр Григор'єв Руслан Захаров              | США (USA) Едді Альварес Джон Роберт Селскі Крістофер Кревелінг Джордан Мелоун                 | Китай (CHN) Чень Децюань Хань Тянью Ші Цзіннань У Дацзінь                           |
| Пхьончхан 2018      | Угорщина · Шаоан Лю · Шандор Лю Шаолінь · Віктор Кнох · Чаба Бур'ян                   | Китай · У Дацзінь · Хань Тянью · Чень Децюань · Сюй Хунчжи · Жень Цзивей                      | Канада · Самюель Жирар · Шарль Амлен · Шарль Курнуає · Паскаль Діон                 |
| Пекін 2022          | Канада (CAN) Шарль Амлен Стівен Дюбуа Паскаль Діон Джордан П'єр-Жиль Максім Лаун      | Південна Корея (KOR) Лі Джун Со Хван Те Хон Квак Юн Гі Парк Джан Хюк Кім Дон Ук               | Італія (ITA) П'єтро Сігель Юрі Конфортола Томмазо Дотті Андреа Кассінеллі           |

- Медалі:

| Місце   | Країни               | Золото | Срібло | Бронза | Разом |
| ------- | -------------------- | ------ | ------ | ------ | ----- |
| 1       | Канада (CAN)         | 3      | 2      | 2      | 7     |
| 2       | Південна Корея (KOR) | 2      | 3      | 0      | 5     |
| 3       | Італія (ITA)         | 1      | 1      | 1      | 3     |
| 4       | Угорщина (HUN)       | 1      | 0      | 0      | 1     |
| 4       | Росія (RUS)          | 1      | 0      | 0      | 1     |
| 6       | США (USA)            | 0      | 2      | 2      | 4     |
| 7       | Китай (CHN)          | 0      | 1      | 3      | 4     |
| 8       | Австралія (AUS)      | 0      | 0      | 1      | 1     |
| 8       | Японія (JPN)         | 0      | 0      | 1      | 1     |
| Загалом | 9 країн              | 9      | 9      | 9      | 27    |

## Жінки

### 500 метрів
| Дисципліни          | Золото                   | Срібло                        | Бронза                       |
| ------------------- | ------------------------ | ----------------------------- | ---------------------------- |
| Альбервіль 1992     | Кеті Тернер · США        | Лі Янь · Китай                | Хван Ок Сіл · КНДР           |
| Лілегаммер 1994     | Кеті Тернер · США        | Чжан Яньмей · Китай           | Емі Пітерсон · США           |
| Нагано 1998         | Анні Перро · Канада      | Ян Ян (S) · Китай             | Чон Лі Гьон · Південна Корея |
| Солт-Лейк-Сіті 2002 | Ян Ян (A) · Китай        | Євгенія Раданова · Болгарія   | Ван Чуньлу · Китай           |
| Турин 2006          | Ван Мен · Китай          | Євгенія Раданова · Болгарія   | Анук Леблан-Буше · Канада    |
| Ванкувер 2010       | Ван Мен · Китай          | Маріанн Сен-Желе · Канада     | Аріанна Фонтана · Італія     |
| Сочі 2014           | Лі Цзяньжоу · Китай      | Аріанна Фонтана · Італія      | Пак Син Хі · Південна Корея  |
| Пхьончхан 2018      | Аріанна Фонтана · Італія | Яра ван Керкгоф · Нідерланди  | Кім Бутен · Канада           |
| Пекін 2022          | Аріанна Фонтана · Італія | Сюзанне Схюлтінг · Нідерланди | Кім Бутен · Канада           |

- Медалі:

| Місце   | Країни               | Золото | Срібло | Бронза | Разом |
| ------- | -------------------- | ------ | ------ | ------ | ----- |
| 1       | Китай (CHN)          | 4      | 3      | 1      | 8     |
| 2       | Італія (ITA)         | 2      | 1      | 1      | 4     |
| 3       | США (USA)            | 2      | 0      | 1      | 3     |
| 4       | Канада (CAN)         | 1      | 1      | 3      | 5     |
| 5       | Болгарія (BUL)       | 0      | 2      | 0      | 2     |
| 5       | Нідерланди (NED)     | 0      | 2      | 0      | 2     |
| 7       | Південна Корея (KOR) | 0      | 0      | 2      | 2     |
| 8       | Північна Корея (PRK) | 0      | 0      | 1      | 1     |
| Загалом | 8 країн              | 9      | 9      | 9      | 27    |

### 1000 метрів
| Дисципліни          | Золото                        | Срібло                         | Бронза                        |
| ------------------- | ----------------------------- | ------------------------------ | ----------------------------- |
| Лілегаммер 1994     | Чон Лі Гьон · Південна Корея  | Наталі Ламбер · Канада         | Кім Со Хі · Південна Корея    |
| Нагано 1998         | Чон Лі Гьон · Південна Корея  | Ян Ян (S) · Китай              | Вон Х'є Гьон · Південна Корея |
| Солт-Лейк-Сіті 2002 | Ян Ян (A) · Китай             | Ко Гі Хьон · Південна Корея    | Ян Ян (S) · Китай             |
| Турин 2006          | Чин Сон Ю · Південна Корея    | Ван Мен · Китай                | Ян Ян (A) · Китай             |
| Ванкувер 2010       | Ван Мен · Китай               | Кетрін Ройттер · США           | Пак Син Хі · Південна Корея   |
| Сочі 2014           | Пак Син Хі · Південна Корея   | Фань Кесінь · Китай            | Шим Сук Хі · Південна Корея   |
| Пхьончхан 2018      | Сюзанне Схултінг · Нідерланди | Кім Бутен · Канада             | Аріанна Фонтана · Італія      |
| Пекін 2022          | Сюзанне Схюлтінг · Нідерланди | Чхве Мін Джон · Південна Корея | Анне Десмет · Бельгія         |

- Медалі:

| Місце   | Країни               | Золото | Срібло | Бронза | Разом |
| ------- | -------------------- | ------ | ------ | ------ | ----- |
| 1       | Південна Корея (KOR) | 4      | 2      | 4      | 10    |
| 2       | Китай (CHN)          | 2      | 3      | 2      | 7     |
| 3       | Нідерланди (NED)     | 2      | 0      | 0      | 2     |
| 4       | Канада (CAN)         | 0      | 2      | 0      | 2     |
| 5       | США (USA)            | 0      | 1      | 0      | 1     |
| 6       | Італія (ITA)         | 0      | 0      | 1      | 1     |
| 6       | Бельгія (BEL)        | 0      | 0      | 1      | 1     |
| Загалом | 7 країн              | 8      | 8      | 8      | 24    |

### 1500 метрів
| Ігри                | Золото                         | Срібло                        | Бронза                        |
| ------------------- | ------------------------------ | ----------------------------- | ----------------------------- |
| Солт-Лейк-Сіті 2002 | Ко Гі Хьон · Південна Корея    | Чхве Ин Гьон · Південна Корея | Євгенія Раданова · Болгарія   |
| Турин 2006          | Чин Сон Ю · Південна Корея     | Чхве Ин Гьон · Південна Корея | Ван Мен · Китай               |
| Ванкувер 2010       | Чжоу Ян · Китай                | Лі Ин Бюл · Південна Корея    | Пак Син Хі · Південна Корея   |
| Сочі 2014           | Чжоу Ян · Китай                | Шим Сук Хі · Південна Корея   | Аріанна Фонтана · Італія      |
| Пхьончхан 2018      | Чхве Мін Джон · Південна Корея | Лі Цзіньюй · Китай            | Кім Бутен · Канада            |
| Пекін 2022          | Чхве Мін Джон · Південна Корея | Аріанна Фонтана · Італія      | Сюзанне Схюлтінг · Нідерланди |

- Медалі:

| Місце   | Країни               | Золото | Срібло | Бронза | Разом |
| ------- | -------------------- | ------ | ------ | ------ | ----- |
| 1       | Південна Корея (KOR) | 4      | 4      | 1      | 9     |
| 2       | Китай (CHN)          | 2      | 1      | 1      | 4     |
| 3       | Італія (ITA)         | 0      | 1      | 1      | 2     |
| 4       | Болгарія (BUL)       | 0      | 0      | 1      | 1     |
| 4       | Канада (CAN)         | 0      | 0      | 1      | 1     |
| 4       | Нідерланди (NED)     | 0      | 0      | 1      | 1     |
| Загалом | 6 країн              | 6      | 6      | 6      | 18    |

### 3000 метрів естафета
| Ігри                | Золото                                                                            | Срібло                                                                              | Бронза                                                                                 |
| ------------------- | --------------------------------------------------------------------------------- | ----------------------------------------------------------------------------------- | -------------------------------------------------------------------------------------- |
| Альбертвіль 1992    | Канада (CAN) Анжела Кютрон Сильві Дегль Наталі Ламбер Анні Перро                  | США (USA) Дарсі Донал Емі Пітерсон Кеті Тернер Ніккі Зігельмеєр                     | Об'єднана команда (EUN) Юлія Аллагулова Наталія Ісакова Вікторія Тараніна Юлія Власова |
| Лілегаммер 1994     | Південна Корея (KOR) Чон Лі Гьон Кім Со Хі Кім Юн Мі Вон Х'є Гьон                 | Канада (CAN) Крістін Будрія Ізабель Шаре Сильві Дегль Наталі Ламбер                 | США (USA) Карен Кешмен Емі Пітерсон Кеті Тернер Ніккі Зігельмеєр                       |
| Нагано 1998         | Південна Корея (KOR) Чон Лі Гьон Вон Х'є Гьон Ан Сан Мі Кім Юн Мі                 | Китай (CHN) Сун Дандан Ван Чунлу Ян Ян (A) Ян Ян (S)                                | Канада (CAN) Крістін Будрія Ізабель Шаре Анні Перро Таня Вісан                         |
| Солт-Лейк-Сіті 2002 | Південна Корея (KOR) Чхве Ин Гьон Чхве Мін Гьон Чу Мін Джін Пак Х'є Вон           | Китай (CHN) Сун Дандан Ван Чунлу Ян Ян (A) Ян Ян (S)                                | Канада (CAN) Ізабель Шаре Марі-Ев Дроле Амелі Гуле-Надон Аланна Краус Таня Вісан       |
| Турин 2006          | Південна Корея (KOR) Пьон Чхон Са Чхве Ин Гьон Чон Да Х'є Чин Сон Ю Кан Юн Мі     | Канада (CAN) Аланна Краус Анук Леблан-Буше Аманда Оверланд Калина Роберж Таня Вісан | Італія (ITA) Марта Капурсо Аріанна Фонтана Катя Дзіні Мара Дзіні                       |
| Ванкувер 2010       | Китай (CHN) Сунь Ліньлінь Ван Мен Чжан Хвей Чжоу Ян                               | Канада (CAN) Джессіка Грегг Калина Роберж Маріанн Сен-Желе Таня Вісан               | США (USA) Еллісон Бавер Елісон Дудек Лана Герінг Кетрін Ройттер Кімберлі Деррік        |
| Сочі 2014           | Південна Корея (KOR) Шим Сук Хі Пак Син Хі Чо Ха Рі Кім А Ран Кон Сан Джон        | Канада (CAN) Марі-Ів Дроле Джессіка Г'юїтт Валері Мальте Маріанн Сен-Желе           | Італія (ITA) Аріанна Фонтана Лучія Перетті Мартіна Вальчепіна Елена Вівіані            |
| Пхьончхан 2018      | Південна Корея (KOR) Шим Сук Хі Чхве Мін Джон Кім Є Чжин Кім А Ран Лі Ю Бін       | Італія (ITA) Аріанна Фонтана Лучія Перетті Чечилія Маффеї Мартіна Вальчепіна        | Нідерланди (NED) Сюзанне Схюлтінг Яра ван Керкгоф Лара ван Рюйвен Йорін тер Морс       |
| Пекін 2022          | Нідерланди (NED) Сюзанне Схюлтінг Сельма Паутсма Ксандра Велзебур Яра ван Керкгоф | Південна Корея (KOR) Со Ві Мін Чхве Мін Джон Кім А Ран Лі Ю Бін                     | Китай (CHN) Цюй Чуньюй Хань Ютон Фань Кесінь Чжан Ютін                                 |

- Медалі:

| Місце   | Країни                  | Золото | Срібло | Бронза | Разом |
| ------- | ----------------------- | ------ | ------ | ------ | ----- |
| 1       | Південна Корея (KOR)    | 6      | 1      | 0      | 7     |
| 2       | Канада (CAN)            | 1      | 4      | 2      | 7     |
| 3       | Китай (CHN)             | 1      | 2      | 1      | 4     |
| 4       | Нідерланди (NED)        | 1      | 0      | 1      | 2     |
| 5       | Італія (ITA)            | 0      | 1      | 2      | 3     |
| 5       | США (USA)               | 0      | 1      | 2      | 3     |
| 7       | Об'єднана команда (EUN) | 0      | 0      | 1      | 1     |
| Загалом | 7 країн                 | 9      | 9      | 9      | 27    |

## Змішані

### Змішана естафета 2000 метрів
| Ігри       | Золото                                                            | Срібло | Бронза                                                                                |
| ---------- | ----------------------------------------------------------------- | --- | ------------------------------------------------------------------------------------- |
| Пекін 2022 | Китай (CHN) Цюй Чуньюй Фань Кесінь У Дацзін Жень Цзивей Чжан Ютін | Італія (ITA) Аріанна Фонтана Мартіна Вальчепіна П'єтро Сігель Андреа Кассінеллі Аріанна Вальчепіна Юрі Конфортола | Угорщина (HUN) Петра Ясапаті Софія Конья Лю Шаоан Лю Шандор Шаолінь Джон-Генрі Крюгер |

| Медалі  |                |        |        |        |         |
| Місце   | Країна         | Золото | Срібло | Бронза | Загалом |
| 1       | Китай (CHN)    | 1      | 0      | 0      | 1       |
| 2       | Італія (ITA)   | 0      | 1      | 0      | 1       |
| 3       | Угорщина (HUN) | 0      | 0      | 1      | 1       |
| Загалом | 3 країни       | 1      | 1      | 1      | 3       |

## Найтитулованіші шорт-трекісти

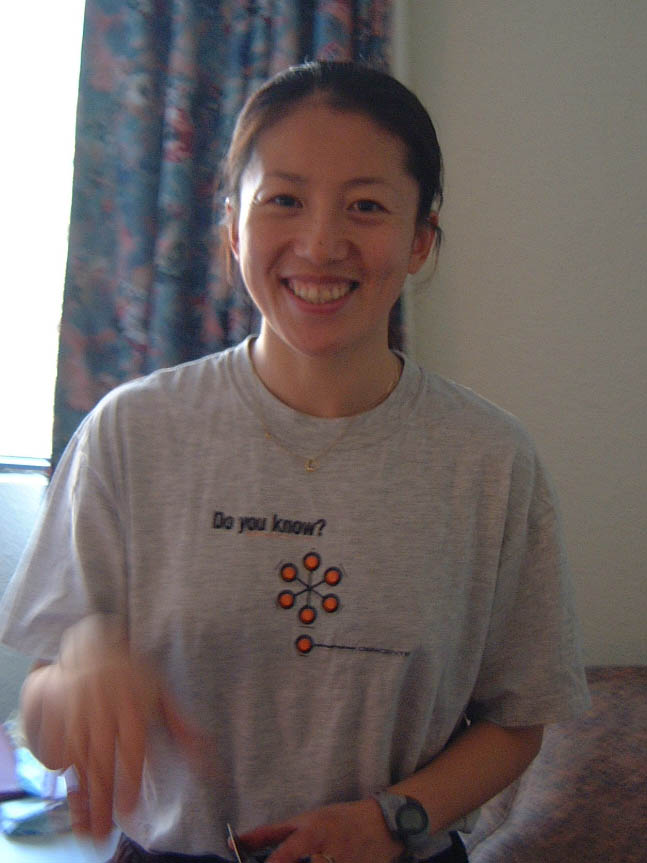
Китайка Ян Ян (A) — одна з перших чемпіонок

| Спортсмен            | Країни                           | Ігри           | Золото | Срібло | Бронза | Разом |
| -------------------- | -------------------------------- | -------------- | ------ | ------ | ------ | ----- |
| Аріанна Фонтана      | Італія (ITA)                     | 2006–2022      | 2      | 4      | 5      | 11    |
| Ан Х'юн-Су Ан Віктор | Південна Корея (KOR) Росія (RUS) | 2002–2006 2014 | 6      | 0      | 2      | 8     |
| Аполо Ентон Оно      | США (USA)                        | 2002–2010      | 2      | 2      | 4      | 8     |
| Шарль Амлен          | Канада (CAN)                     | 2006–2022      | 4      | 1      | 1      | 6     |
| Ван Мен              | Китай (CHN)                      | 2006–2010      | 4      | 1      | 1      | 6     |
| Сюзанне Схюлтінг     | Нідерланди (NED)                 | 2018–2022      | 3      | 1      | 2      | 6     |
| Чон Лі Гьон          | Південна Корея (KOR)             | 1994–1998      | 4      | 0      | 1      | 5     |
| Чхве Мін Джон        | Південна Корея (KOR)             | 2018–2022      | 3      | 2      | 0      | 5     |
| Марк Ганьон          | Канада (CAN)                     | 1994–2002      | 3      | 0      | 2      | 5     |
| У Дацзін             | Китай (CHN)                      | 2014–2022      | 2      | 2      | 1      | 5     |
| Ян Ян (A)            | Китай (CHN)                      | 1998–2006      | 2      | 2      | 1      | 5     |
| Франсуа-Луї Трамбле  | Канада (CAN)                     | 2002–2010      | 2      | 2      | 1      | 5     |
| Пак Син Хі           | Південна Корея (KOR)             | 2010–2014      | 2      | 0      | 3      | 5     |
| Лі Хо Сок            | Південна Корея (KOR)             | 2006–2014      | 1      | 4      | 0      | 5     |
| Ян Ян (S)            | Китай (CHN)                      | 1994–2002      | 0      | 4      | 1      | 5     |
| Лі Цзяцзюнь          | Китай (CHN)                      | 1998–2006      | 0      | 2      | 3      | 5     |
| Чхве Ин Гьон         | Південна Корея (KOR)             | 2002–2006      | 2      | 2      | 0      | 4     |
| Ерік Бедар           | Канада (CAN)                     | 1998–2006      | 2      | 1      | 1      | 4     |
| Кеті Тернер          | США (USA)                        | 1992–1998      | 2      | 1      | 1      | 4     |
| Сім Сок Хі           | Південна Корея (KOR)             | 2014–2018      | 2      | 1      | 1      | 4     |
| Таня Вісан           | Канада (CAN)                     | 1998–2010      | 0      | 2      | 2      | 4     |
| Кім Бутен            | Канада (CAN)                     | 2018–2022      | 0      | 1      | 3      | 4     |

## Медалі за роками
| Країни                             | 24–88 | 92 | 94 | 98 | 02 | 06 | 10 | 14 | 18 | Разом |
| ---------------------------------- | ----- | -- | -- | -- | -- | -- | -- | -- | -- | ----- |
| Австралія (AUS)                    |       | –  | 1  | –  | 1  | –  | –  | –  | –  | 2     |
| Болгарія (BUL)                     |       | –  | –  | –  | 2  | 1  | –  | –  | –  | 3     |
| Канада (CAN)                       |       | 3  | 3  | 4  | 6  | 4  | 5  | 3  | 5  | 33    |
| Китай (CHN)                        |       | 1  | 1  | 6  | 7  | 5  | 4  | 6  | 3  | 33    |
| Велика Британія (GBR)              |       | –  | 1  | –  | –  | –  | –  | –  | –  | 1     |
| Угорщина (HUN)                     |       | –  | –  | –  | –  | –  | –  | –  | 1  | 1     |
| Італія (ITA)                       |       | –  | 2  | –  | 1  | 1  | 1  | 3  | 3  | 11    |
| Японія (JPN)                       |       | 1  | –  | 2  | –  | –  | –  | –  | –  | 3     |
| Нідерланди (NED)                   |       | –  | –  | –  | –  | –  | –  | 1  | 4  | 5     |
| Північна Корея (PRK)               |       | 1  |    | –  |    | –  | –  |    | –  | 1     |
| Спортсмени-олімпійці з Росії (OAR) |       |    |    |    |    |    |    |    | 1  | 1     |
| Росія (RUS)                        |       | –  | –  | –  | –  | –  | –  | 5  |    | 5     |
| Південна Корея (KOR)               |       | 3  | 6  | 6  | 4  | 10 | 8  | 5  | 6  | 48    |
| Об'єднана команда (EUN)            |       | 1  |    |    |    |    |    |    |    | 1     |
| США (USA)                          |       | 2  | 4  | –  | 3  | 3  | 6  | 1  | 1  | 20    |